# Abbaye du Valasse
L'abbaye Notre-Dame-du-Vœu, dite abbaye du Valasse, appelé aussi château du Valasse, est une demeure située dans une ancienne abbaye cistercienne, qui se dresse sur le territoire de la commune française de Gruchet-le-Valasse, dans le département de la Seine-Maritime, en région Normandie. L'édifice est inscrit au titre des monuments historiques.

## Localisation
Le château est situé dans la commune de Gruchet-le-Valasse, dans le département français de la Seine-Maritime.

## Historique

### Fondation de l'abbaye

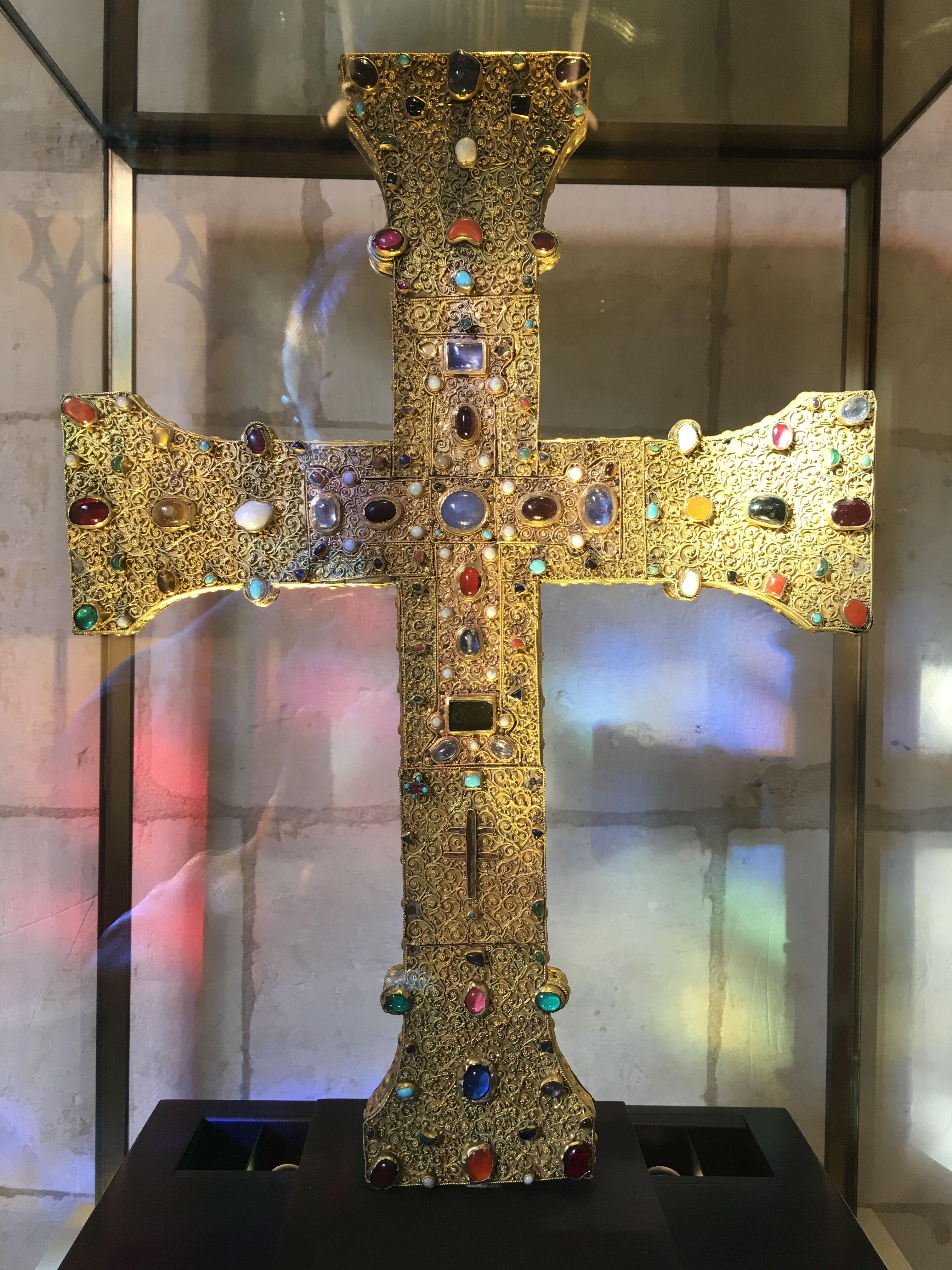
La croix du Valasse, crux gemmata conservée au musée des Antiquités (Rouen).

L'abbaye a été fondée vers 1150 par Galéran IV de Meulan, comte de Meulan, de retour de croisade. En 1149, alors que Galeran est à l'approche des côtes de France, son bateau, prit dans une tempête sombre. Il fait alors le vœu de fonder une abbaye de moines blancs en l'honneur de Notre-Dame au Valasse dans le pays de Caux, s'il en réchappe.
La fondation est reprise par Mathilde l'Emperesse, car elle ne lui faisait pas confiance, et après des débuts difficiles (1152-1153), elle parvient à imposer des moines cisterciens venus de l'abbaye de Mortemer, fondée par son père Henri Ier d'Angleterre. L'abbatiale est consacrée en 1181, l'ensemble est achevé en 1218.
L'abbaye est détruite durant la guerre de Cent Ans au XVe siècle par les troupes anglaises, puis restaurée à l'aide des pierres de la carrière du Valasse. Elle est à nouveau saccagée par les protestants en 1562 lors des guerres de Religion. Entre 1740 et 1744, les bâtiments furent en partie reconstruits sur les plans de l'architecte Defrance et un maître d’œuvre de Caudebec, Jean Regnault.

### Transformation en château
À la Révolution française, après la dispersion des religieux en 1792, l'abbaye devenu bien national est adjugée à Jacques-François Begouën, richissime armateur havrais aux Antilles, qui aménage les bâtiments abbatiaux avec l'architecte Pierre-Adrien Pâris en demeure châtelaine et détruit l'abbatiale. La Valasse est alors constitué en majorat en sa faveur.
Après sa mort, en 1831, le domaine est acquis par la famille Fauquet-Lemaître, qui aménage au XIXe siècle, pendant quelques années une filature, dans l'aile ouest. Cette famille y demeura jusqu'en 1957, et les bâtiments sont alors affectés en laiterie industrielle. Depuis 1985, le domaine est la propriété de la commune de Gruchet-le-Valasse.
Le site a accueilli, du 12 juillet 2008 à fin 2012, un parc de loisirs consacré au développement durable : Eana - Terre des possibles, qui a connu un lourd déficit.
Depuis le 1er avril 2013, l'abbaye du Valasse est libre d'accès, les visiteurs peuvent parcourir les jardins et les abords de l'abbaye. Le développement durable reste en toile de fond, mais le site n'est plus un parc de loisirs. L'abbaye accueille surtout désormais des séminaires et des réceptions,.

## Description
Le château est composé d'un grand corps de logis encadré par deux ailles basses en retour d'équerre.

## Protection
Le château et son parc sont inscrit au titre des monuments historiques par arrêté du 4 août 1943.

## Filiation et dépendances
Valasse est fille de l'abbaye de Mortemer.

## Liste des abbés
Source 
- 1174 Richard de Blosseville
- 1212 Vincent
- 1493 Jean Le Mynier
- 1508 Jean IV Deshaies
- 1546 Pierre Boutren, vient de Bonport
- 1678 François d'Argouges, évêque de Vannes (1687-1716)
- 1747 P.-F. Fumée

## L'abbaye dans la culture
- L'abbaye est citée dans le film Arsène Lupin.

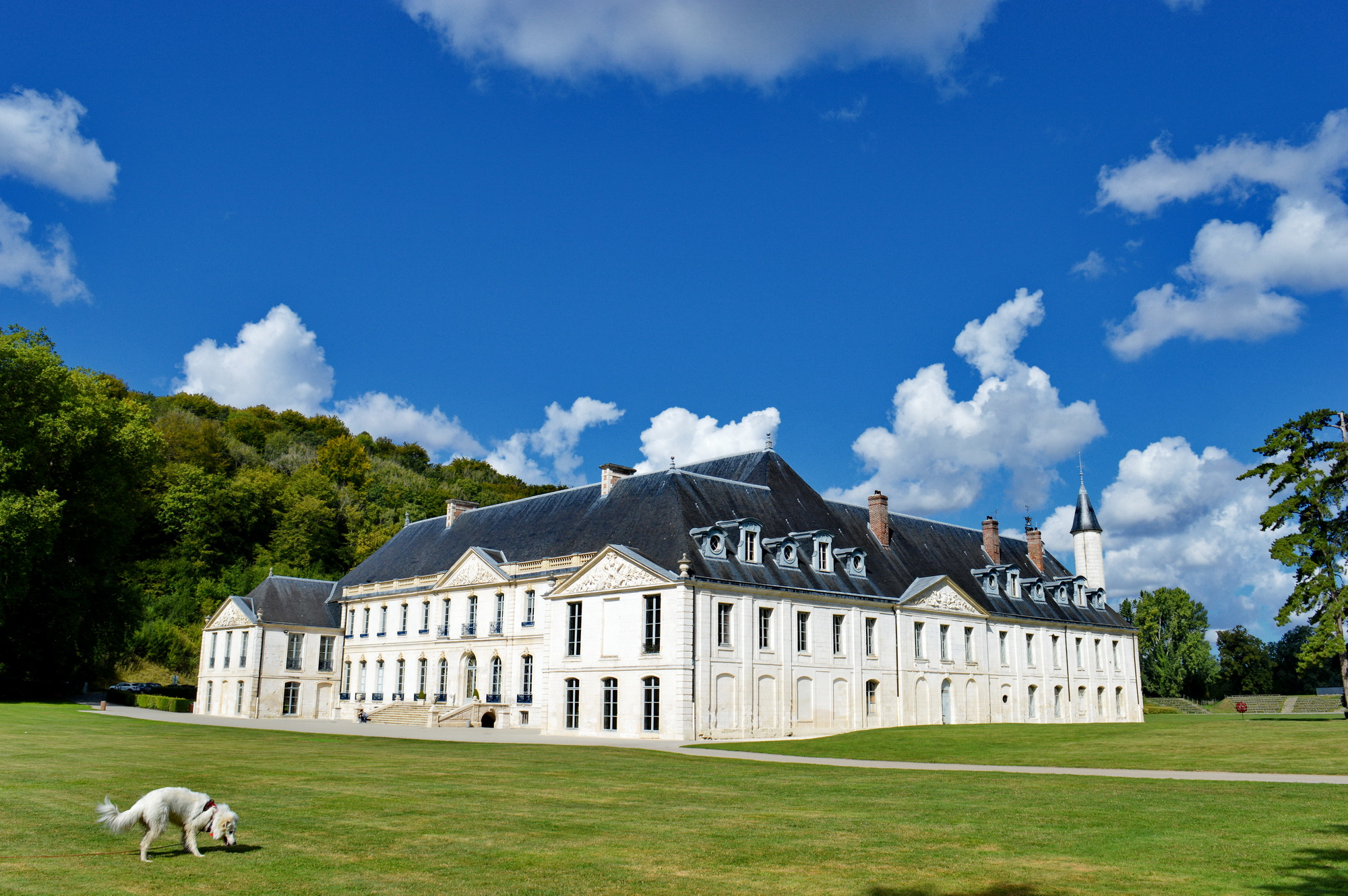
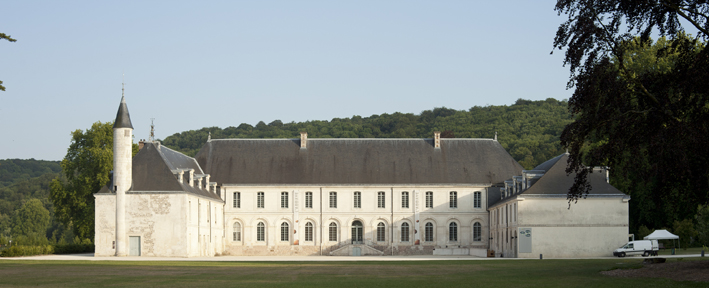